# کوچه نسترن
کوچهٔ نسترن ترانه‌ای از ابی خوانندهٔ ایرانی است. این آهنگ ابتدا در ۱۰ مرداد به صورت تک‌ترانه و بعد در ۱۷ مرداد ۱۳۹۸ به عنوان بخشی از آلبوم لاله‌زار منتشر شد. این آهنگ ۴ دقیقه و ۲۰ ثانیه است. کوچه نسترن که به یاد کشته شدگان و قربانیان جنگ ایران و عراق خوانده شده‌است، توسط یغما گلرویی سروده شده و اشکان دباغ آهنگش را ساخته‌است. نماهنگ کوچه نسترن هم در مرداد ۱۳۹۸ منتشر شد و در آن ابی، شیلا اُمی، راد فرهادی، ناز زرکوب و دانیل زادوریان بازی کردند.
این آهنگ با واکنش‌های گسترده مثبت و منفی کاربران مواجه شد و مورد حمله رسانه‌های هوادار جمهوری اسلامی قرار گرفت. از جمله رسانه‌های حمله کننده به این آهنگ می‌توان به روزنامه کیهان، خبرگزاری تسنیم و خبرگزاری مشرق اشاره کرد.

## محتوا
کوچه نسترن دربارهٔ سربازی است که در جریان جنگ با عراق کشته شده‌است و در نامه‌ای که پیش از اعزام برای والدینش نوشته، می‌خواهد مانع سوءاستفاده از نام و خاطره او پس از کشته شدنش شوند. او می‌خواهد پس از این که کشته شد، به جای این‌که کوچه را به نامش کنند، عنوان نسترن، یعنی دختری که او را دوست داشت برای کوچه انتخاب کنند. این ترانه با اشاره به موضوع جنگ و با رویکردی رومانتیک سروده شده‌است.
این ترانه ابتدا در سال ۱۳۹۲ در کتابی از یغما گلرویی منتشر شده بود و شاعر آن معتقد است که این ترانه «رویکردی انسانی به مقولهٔ جنگ» دارد.
کوچه نسترن این گونه آغاز می‌شود:
| این حرفِ یه سربازه، از غربتِ یه سنگر |  | یک نامه خون‌آلود، از جبهه خاکستر      |
| با بوسه به دستای مادرش شروع می‌شه   |  | می‌دونه که این سنگر فردا زیرِ آتیشه    |
| می‌گه اسمِ اون کوچه اسمِ من نشه مادر! |  | اسمِ نسترن روشه، چه اسمی از این بهتر؟ |